# Irtysh
Sông Irtysh (tiếng Nga: Иртыш; tiếng Kazakh: Ertis/Эртiс; tiếng Tatar:İrteş/Иртеш; tiếng Trung: Erqisi / 额尔齐斯河 - Ngạch nhĩ tề tư hà), là một con sông tại Trung Á, sông nhánh chính của sông Obi. Tên gọi của nó có nghĩa là sông trắng. Trên thực tế, nó dài hơn sông Obi cho đến chỗ hợp lưu của hai con sông này. Sông nhánh chính của Irtysh là sông Tobol. Hệ thống sông Obi-Irtysh tạo thành một lưu vực chính tại châu Á, bao gồm phần lớn miền tây Siberia và dãy núi Altay.
Từ đầu nguồn của nó, với tên gọi Kara-Irtysh (Irtysh đen) tại dãy núi Altay ở Tân Cương, Trung Quốc, Irtysh chảy theo hướng tây bắc qua hồ Zaysan, Kazakhstan cho đến khi nó gặp sông Obi gần Khanty-Mansiysk ở miền tây Siberi, Nga sau 4.248 km (2.640 dặm). Trang Иртыш ghi độ dài là 4.270 km, trong đó chảy qua Trung Quốc 525 km, Kazakhstan 1.835 km và Nga là 2.010 km. Diện tích lưu vực khoảng 1.643.000 km².
Các tàu khách, tàu vận tải và tàu chở dầu có thể đi lại trên phần lớn chiều dài sông này từ tháng Tư đến tháng Mười, khi nó không bị đóng băng. Thành phố Omsk là nơi đặt trụ sở của công ty vận tải thủy Irtysh và là cảng sông lớn nhất tại miền tây Siberi. Các nhà máy thủy điện lớn nhất tại Ust-Kamenogorsk và Bakhtarminsk (1959) nằm trên sông Irtysh gần biên giới Kazakhstan-Trung Quốc. Hệ thống thủy lợi Irtysh-Karaganda cung cấp nước cho các thảo nguyên khô cằn của Kazakstan.
Hai bên bờ sông đã từng có người Trung Hoa, Kalmyk và Mông Cổ sinh sống cho đến khi người Nga đến đây vào cuối thế kỷ 16. Sự chinh phục vùng lưu vực sông Irtysh của người Nga hoàn thành vào đầu thế kỷ 19.
Các thành thị chính hai bờ sông Irtysh, từ đầu nguồn tới cửa sông là: 
- Tại Kazakhstan: Öskemen/Ust-Kamenogorsk, Semey/Semipalatinsk, Pavlodar.
- Tại Nga: Omsk, Tara, Tobolsk, Khanty-Mansiysk.